# Ruzjintsi
Ruzjintsi (bulgariska: Ружинци) är en ort i Bulgarien.   Den ligger i kommunen Obsjtina Ruzjintsi och regionen Vidin, i den nordvästra delen av landet, 110 km norr om huvudstaden Sofia. Ruzjintsi ligger 192 meter över havet och antalet invånare är 1 269.
Terrängen runt Ruzjintsi är platt åt nordost, men åt sydväst är den kuperad. Runt Ruzjintsi är det ganska glesbefolkat, med 24 invånare per kvadratkilometer.. Närmaste större samhälle är Belogradtjik, 11,8 km väster om Ruzjintsi.
Omgivningarna runt Ruzjintsi är en mosaik av jordbruksmark och naturlig växtlighet.